# 호공
호공(瓠公, ?~?)은 신라 박혁거세 시절에 재상을 지낸 인물이다. 삼국사기의 기록에 따르면 본디 왜국 출신으로 허리에 박을 차고 바다를 건너왔다 하여 표주박 호(瓠)자를 써서 호공이라고 불렸으며 가계나 성명, 생몰년 등은 자세히 알려져 있지 않다.
마한에 사신으로 다녀갔다가 조공을 바치지 않는 것을 책망하는 마한왕에게 맞섰다가 왕의 노여움을 사 죽임을 당할 뻔 했으나 측근들의 만류로 무사히 귀국할 수 있었다.

## 호공이 등장하는 작품
- 《김수로》(MBC, 2010년~2010년, 배우:김시원)

## 외부 추가 정보
- 이사금과 이사나기[깨진 링크(과거 내용 찾기)]